# Pseudachorutes lunata
Pseudachorutes lunata är en urinsektsart som beskrevs av James P. Folsom 1916. Pseudachorutes lunata ingår i släktet Pseudachorutes och familjen Neanuridae. Inga underarter finns listade i Catalogue of Life.